# Hays Mountains
Hays Mountains är ett berg i Antarktis. Det ligger i Västantarktis. Nya Zeeland gör anspråk på området. Toppen på Hays Mountains är 2 921 meter över havet.
Terrängen runt Hays Mountains är huvudsakligen mycket bergig.  Trakten är obefolkad. Det finns inga samhällen i närheten. 